# إذاعة غرب ألمانيا

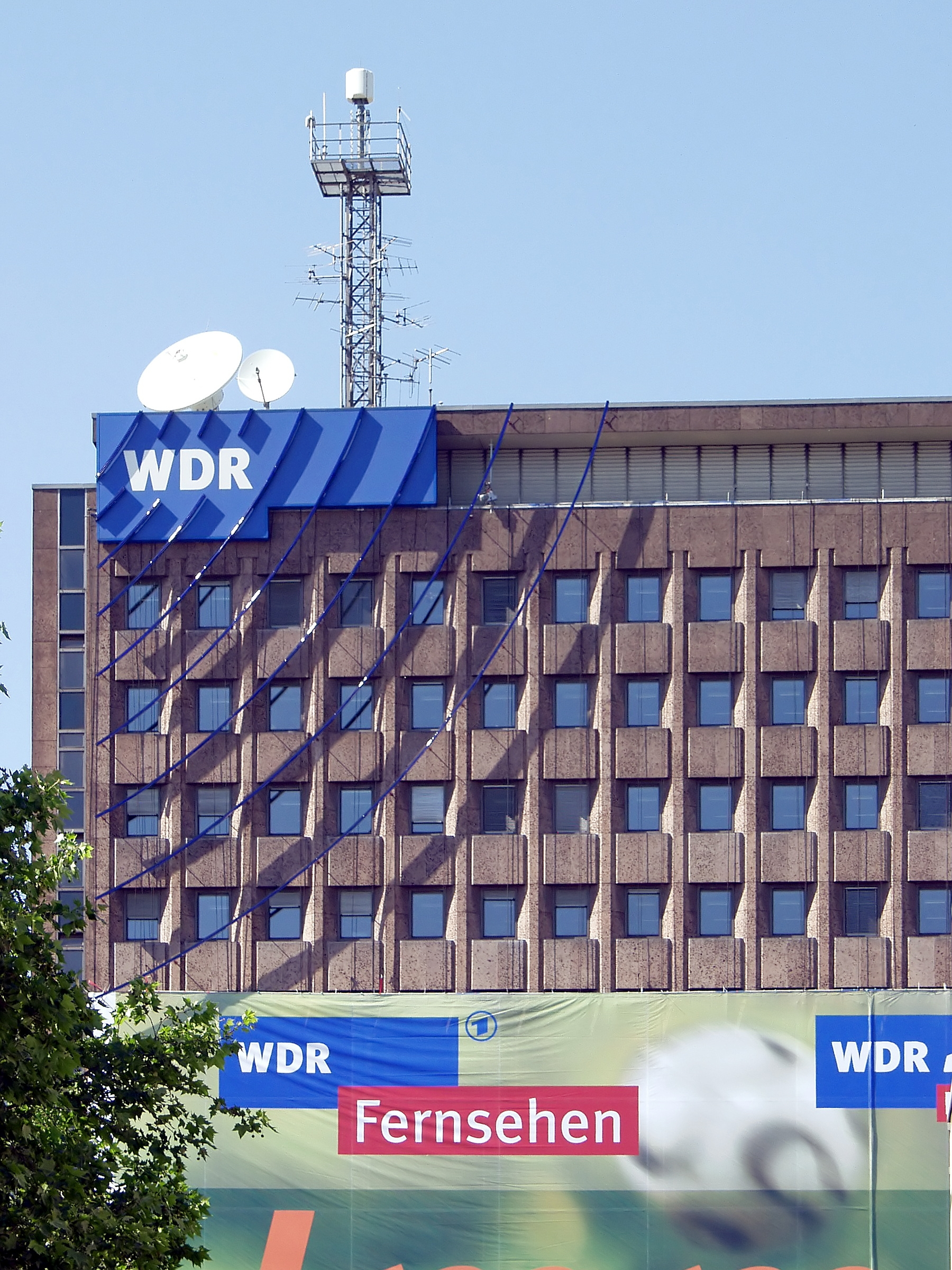
مبنى إذاعة غرب ألمانيا

إذاعة غرب ألمانيا (بالألمانية: Westdeutscher Rundfunk فيست دويتشر روندفونك) وتختصر WDR أي إذاعة غرب ألمانيا هي إذاعة تبث من مدينة كولونيا باللغة الألمانية .
تُشغل إذاعة غرب ألمانيا محطات راديو وتلفاز وأنشطة مرتبطة بها على الإنترنت. وهي أكبر مؤسسات آه آر ده، وهي - حسب عدد الموظفين - ثاني أكبر هيئة بث في أوروبا بعد هيئة الإذاعة البريطانية.

## معرض صور

شعار WDR الأول من 1956 إلى 1970
شعار WDR من 1970 إلى 1988
شعار WDR من 1994 إلى 2012

## روابط خارجية
- إذاعة غرب ألمانيا على موقع IMDb (الإنجليزية)
- إذاعة غرب ألمانيا على موقع الموسوعة البريطانية (الإنجليزية)